# Новооренбургский сельсовет
Новооренбургский сельсовет — сельское поселение в Кваркенском районе Оренбургской области Российской Федерации.
Административный центр — село Новооренбург.

## История
9 марта 2005 года в соответствии с законом Оренбургской области № 1900/342-III-ОЗ образовано сельское поселение Новооренбургский сельсовет, установлены границы муниципального образования.

## Население
| 2010 | 2012 | 2013 | 2014 | 2015 | 2016 | 2017 |
| ---- | ---- | ---- | ---- | ---- | ---- | ---- |
| 638  | ↘581 | ↘559 | ↘520 | ↘482 | ↘456 | ↘413 |
| 2018 | 2019 | 2020 | 2021 |      |      |      |
| ↘293 | ↘268 | ↘250 | ↗251 |      |      |      |

## Состав сельского поселения
| № | Населённый пункт | Тип населённого пункта       | Население |
| - | ---------------- | ---------------------------- | --------- |
| 1 | Караганский      | посёлок                      | 92        |
| 2 | Новооренбург     | село, административный центр | 430       |
| 3 | Свободный        | посёлок                      | 116       |